# Tikhovski
Tikhovski - Тиховский (rus) - és un khútor del krai de Krasnodar, a Rússia. Es troba al delta del riu Kuban, davant de Serbin. És a 19 km al sud de Poltàvskaia i a 65 km al nord-oest de Krasnodar. Pertany al khútor de Trudobelikovski.